# Sigmund Jähn
Sigmund Jähn   (Morgenröthe-Rautenkranz, 13 de febrer de 1937 - Strausberg, 21 de setembre de 2019) va ser un pilot i cosmonauta alemany, que es convertí l'any 1978 en la primera persona de nacionalitat alemanya en viatjar a l'espai, proesa que va realitzar en el marc del programa soviètic Interkosmos.

## Biografia
Sigmund Jähn va néixer el 13 de febrer de 1937 a Morgenröthe-Rautenkranz, situat en el districte de Vogtland de Saxònia, Alemanya. Va aprendre l'ofici d'impressor i a partir del 1954 dirigí el programa de pioners de l'escola local.
L'abril de 1955 es va allistar a les forces aèries de la República Democràtica Alemanya, convertint-se en pilot i aconseguint responsabilitats de comandament. Entre 1966 i 1970 va estudiar a l'Acadèmia aèria Gagarin de la Unió Soviètica i, en tornar a l'RDA, va treballar a l'administració de la força aèria d'aquesta com a responsable d'instruccions de vol i de seguretat aèria.
El 25 de novembre de 1976, tant ell com Eberhard Köllner foren seleccionats com a meres alemanys del programa espacial soviètic Interkosmos, el qual permetia a cosmonautes d'altres països amics de l'URSS l'accés a l'espai. Jähn entrenà durant un any a la Ciutat de les Estrelles, a prop de Moscou (RSFS de Rússia), fins que fou enviat a l'espai a bord de la nau espacial Soiuz 31, el 26 d'agost de 1978. Una volta arribat a l'estació espacial soviètica Salyut 6, es dedicà, amb la resta de membres de l'expedició, a dur a terme experiments en biologia, medicina, ciència de materials i geofísica. La missió va finalitzar 7 dies, 20 hores i 49 minuts més tard, després de 124 òrbites al voltant de la Terra, retornant al planeta a bord de la Soiuz 29 el 3 de setembre del mateix any.
Durant la seva estada a l'espai, les autoritats de l'RDA es referien a ell com "el primer alemany a l'espai", un fet insòlit, atès que generalment es feien clares distincions entre els alemanys de l'est i els de l'oest (RFA).
Després de tornar a la Terra, va liderar el Centre d'entrenament espacial de l'Alemanya Oriental, a prop de Moscou, fins a la reunificació del país amb la part occidental, l'any 1989, quan deixà les forces armades del seu país amb el rang de General Major. El 3 de setembre de 1978 fou condecorat amb el títol d'Heroi de la Unió Soviètica.

## Influència cultural
- A la pel·lícula alemanya Good Bye Lenin!, apareix el personatge de Sigmund Jähn interpretat per l'actor suís Stefan Walz.[2]